# Fekete datolyaszilva
A fekete datolyaszilva (Diospyros nigra) a hangavirágúak (Ericales) rendjébe és az ébenfafélék (Ebenaceae) családjába tartozó növényfaj, mely a datolyaszilva közeli rokona. Hazája Dél- és Közép-Amerika, Magyarországon alig ismert. Az angol nyelvben a növényt, illetve gyümölcsét Black Sapote és Chocolate Pudding Fruit néven is nevezik, melyek tükörfordítása fekete zapota és csokoládépuding gyümölcs; az utóbbi onnan származik, hogy gyümölcsének íze erre hasonlít legjobban. A fekete zapota elnevezés könnyen félreértésre adhat okot, mivel a zapotafák egy másik növénycsaládba, a zapotafafélék (szapotafafélék, Sapotaceae) közé tartoznak.
A növény tudományos nevével kapcsolatosan egyes botanikusok szerint a Diospyros digyna az elsődleges név, mások szerint a Diospyros nigra.

## Megjelenése
A kifejlett fa maximum 25 méter magas és örökzöld. Fagyérzékeny, de a kisebb fagyokat még elviseli. Levelei elliptikusak, hosszúkásak. 10–30 cm hosszúak, sötétzöldek s fényesek.

## Termése

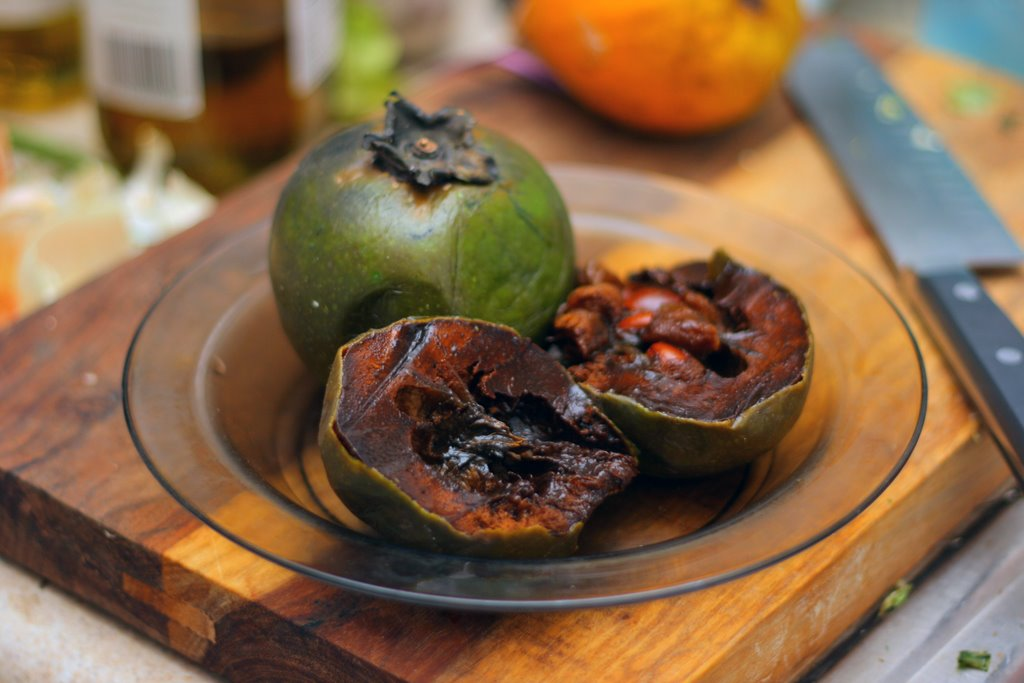
A gyümölcse

A gyümölcs paradicsomszerű. Átmérője 5-10 centiméter. Éretlenül ehetetlen, rettenetesen keserű, irritáló és maró ízű az ekkor még fehér színű gyümölcshús. Amikor a gyümölcs beérik, rászolgál becenevére, mivel színe, íze és állaga is a csokoládépudingot idézi. 4-szer annyi C-vitamint tartalmaz mint a narancs. Ízébe a kakaós aromán kívül, némi mogyorós és kávés íz is vegyül.

## Fordítás
- Ez a szócikk részben vagy egészben  a   Diospyros nigra című angol Wikipédia-szócikk ezen változatának fordításán alapul.  Az eredeti cikk szerkesztőit annak laptörténete sorolja fel. Ez a jelzés csupán a megfogalmazás eredetét és a szerzői jogokat jelzi, nem szolgál a cikkben szereplő információk forrásmegjelöléseként.